# 正準座標
数学や古典力学において、正準座標(canonical coordinates)は、任意に与えられた点の（相空間の中の系を特定する）ある時間での物理系を記述することのできる座標系である。正準座標は、古典力学でのハミルトン定式化で使われる。密接に関連する考え方は、量子力学の中にも現れる。詳細は、ストーン＝フォン・ノイマンの定理(Stone–von Neumann theorem)や正準交換関係を参照。
ハミルトン力学を一般化してシンプレクティック幾何学とし、正準変換を一般化し接触変換(contact transformation)とすると、多様体上の余接バンドルのより抽象的な定義へ一般化することができる。

## 古典力学での定義
古典力学において、正準座標は、相空間の中の座標 {\displaystyle q_{i}\,} と {\displaystyle p_{i}\,} であり、ハミルトン定式化の中で使われる。正準座標は、基本的なポアソン括弧の関係式
{\displaystyle \{q_{i},q_{j}\}=0\qquad \{p_{i},p_{j}\}=0\qquad \{q_{i},p_{j}\}=\delta _{ij}}
を満す。正準座標の典型例は、{\displaystyle q_{i}} を通常の直交座標系とし、{\displaystyle p_{i}} を運動量の成分とする例である。従って、一般的には、{\displaystyle p_{i}} 座標は「共役運動量」を表わす。
正準座標は、ルジャンドル変換によりラグラジアン定式化の一般座標から、あるいは、正準変換により他の正準座標系から得られる。

## 余接バンドル上での定義
正準座標は、多様体の余接バンドル上の特別な座標系として定義される。正準座標は通常、座標系 {\displaystyle (q^{i},p_{j})} または {\displaystyle (x^{i},p_{j})} として書かれ、x または q は基礎となる多様体上の座標を表し、p は共役運動量を表す。共役運動量は、多様体の点 q での余接バンドル内の1形式である。
正準座標の共通な定義は、正準 1-形式(canonical one-form)が
{\displaystyle \sum _{i}p_{i}\,\mathrm {d} q^{i}}
と書くことができるような余接バンドル上の座標系で、全微分に対し一意的に定義される。この形式を保存する座標変換は、正準変換である。これらはシンプレクティック同相写像の特別な場合であり、本質的にはシンプレクティック多様体上の座標変換である。
次に述べることは、多様体が実多様体であると仮定し、従って、接ベクトルに作用する余接ベクトルが実数となる。

## 発展
多様体 Q が与えられると、その上のベクトル場 X は（同じことであるが、接バンドル TQ の切断）、余接バンドル上に作用する函数と考えられる。すると、接空間と余接空間の双対性により、このことは、函数
{\displaystyle P_{X}:T^{*}Q\to \mathbb {R} }
を定義し、
{\displaystyle P_{X}(q,p)=p(X_{q})}
が {\displaystyle T_{q}^{*}Q} の中のすべての余接ベクトル p に対して成立する。ここに、{\displaystyle X_{q}} は点 q での多様体 Q の接空間 {\displaystyle T_{q}Q} の上のベクトルである。函数 {\displaystyle P_{X}} は X に対応する運動量函数と呼ばれる。
局所座標系では、点 q でのベクトル場 X は、
{\displaystyle X_{q}=\sum _{i}X^{i}(q){\frac {\partial }{\partial q^{i}}}}
と書くことができる。ここに {\displaystyle \partial /\partial q^{i}} は TQ の座標系である．共役運動量は、
{\displaystyle P_{X}(q,p)=\sum _{i}X^{i}(q)\;p_{i}}
と書くことができる。ここに {\displaystyle p_{i}} はベクトル運動量函数 {\displaystyle \partial /\partial q^{i}} に対応する運動量函数として定義される。
{\displaystyle p_{i}=P_{\partial /\partial q^{i}}} ．
{\displaystyle q^{i}} と {\displaystyle p_{j}} は共に余接バンドル {\displaystyle T^{*}Q} 上の座標系を形成する。これらの座標を正準座標と呼ぶ。

## 一般座標
ラグランジュ力学においては、一般座標と呼ばれる異る座標系を使う。これらは、共通して、{\displaystyle (q^{i},{\dot {q}}^{i})} と書かれ、{\displaystyle q^{i}} は一般の位置と呼ばれ {\displaystyle {\dot {q}}^{i}} は一般の速度と呼ばれる．余接バンドル上にハミルトニアンが定義されると、一般座標は正準座標とハミルトン・ヤコビ方程式により関係付けられる。

## 参照項目
- シンプレクティック多様体
- ハミルトニアン
- シンプレクティック同相写像
- 運動量